# Northia
Northia is een geslacht van weekdieren uit de klasse van de Gastropoda (slakken).

## Soorten
- Northia northiae (Gray, 1833)
- Northia pristis (Deshayes, 1844)